# Power Transfer Unit
In der Luftfahrt ist eine Power Transfer Unit (PTU) eine Vorrichtung, die hydraulische Energie von einem der Hydrauliksysteme eines Flugzeugs auf ein anderes überträgt. Ein PTU besteht aus einem Hydraulikmotor, der über eine Welle mit einer Hydraulikpumpe gekoppelt ist. Da die Verbindung rein mechanisch ist, kommt es während des PTU-Betriebs nicht zu einer Vermischung der Hydraulikflüssigkeit zwischen den Hydrauliksystemen.

## Konstruktionsphilosophie
Die PTU kommt zum Einsatz, wenn beispielsweise der Druck im rechten Hydrauliksystem vorhanden ist, der Druck im linken Hydrauliksystem jedoch fehlt, weil es ausgefallen ist oder abgeschaltet wurde. In diesem Beispiel überträgt die PTU die Hydraulikleistung vom rechten Hydrauliksystem auf das linke Hydrauliksystem.
Große Flugzeuge mit hydraulisch angetriebenen Steuerflächen verfügen in der Regel über mehrere unabhängige Hydrauliksysteme, die durch eine Kombination aus motorgetriebenen und elektrisch angetriebenen Hydraulikpumpen betrieben werden. Mehrere Hydrauliksysteme sind in der Regel aus Gründen der Redundanz erforderlich, d. h. wenn ein System ausfällt oder Hydraulikflüssigkeit verliert, kann ein überlebendes System noch genügend Energie für kritische Systeme liefern, um den Flug und die Landung sicher fortzusetzen.
Bei Verkehrsflugzeugen oder Geschäftsreiseflugzeugen mit motorisierten Flugsteuerungen sind in der Regel mindestens zwei hydraulische Steuergeräte (Aktuatoren) für jede kritische Flugsteuerungsfläche vorhanden – dies sind die Höhen-, Seiten- und Querruder. Nur zwei Quellen können verwendet werden, wenn eine Form des mechanischen Kraftschlusses vorhanden ist. Dann kann der Pilot das Flugzeug immer noch manuell über mechanische Verbindungen wie Schubstangen und Zugseile fliegen, wenn die hydraulische Leistung ausfällt, allerdings mit einigen Schwierigkeiten.
Bei Fly-by-Wire-Flugzeugen werden mindestens drei unabhängige Energiequellen benötigt. Spoiler und Klappen gelten als sekundäre Flugsteuerungen und benötigen nur eine einzige hydraulische Energiequelle, vorausgesetzt, die Flugsteuerung kann symmetrisch ausgelöst werden.
Auch das Fahrwerk, die Bremsen und die Bugradlenkung sind Systeme, die als nicht flugkritisch gelten und daher in der Regel nur von einem einzigen Hydrauliksystem eines Verkehrsflugzeugs oder Geschäftsreiseflugzeugs angetrieben werden.